# Waddenknoopjeskorst
Waddenknoopjeskorst (Bacidia scopulicola) is een korstmossoort uit de familie Ramalinaceae. De soort werd door William Nylander in 1874 voor het eerst in een wetenschappelijk werk beschreven. Annie Lorrain Smith plaatste het in 1911 in het geslacht knoopjeskorst (Bacidia) en beschreef de soort toen voor het eerst onder zijn huidige wetenschappelijke naam.

## Determinatie
Waddenknoopjeskorst is een korstvormig korstmos. Het thallus is glanzend, dik (0,5–1 mm) en groenachtig tot bruinachtig van kleur. Het bestaat bijna volledig uit onregelmatige, ronde, afgeplatte korrels. De soort vormt een tweelingsoort met B. sipmanii, die overigens niet in Nederland voorkomt. B. sipmanii verschilt van waddenknoopjeskorst door zijn dunne en gespleten thallus, in tegenstelling tot het thallus van waddenknoopjeskorst, dat dik en met isidiën bedekt is. De apotheciën en pycnidiën van de soorten lijken wel op elkaar. B. sipmanii is in vergelijking echter erg vruchtbaar, terwijl bij waddenknoopjeskorst de apotheciën kleiner en minder talrijk aanwezig zijn.

## Ecologie
Waddenknoopjeskorst is een korstmos dat uitsluitend op zilte grond groeit, in de zogeheten zwarte zone waar de grond dagelijks onder water komt te staan. Het korstmos groeit dan ook op de bodem van rotsachtige kustgebieden, bijvoorbeeld onderaan zeedijken of havendammen. De soort groeit het meest op kiezelhoudende rotsen en zelden op aarde. Waddenknoopjeskorst geeft met name de voorkeur aan spleten en kieren. Het is verder de enige maritieme soort uit het geslacht knoopjeskorst met naaldvormige sporen.

## Verspreiding
Het verspreidingsgebied van waddenknoopjeskorst strekt zich hoofdzakelijk uit over Europa, en dan vooral op de Britse Eilanden, in Scandinavië en langs de Baltische kust. Daarnaast zijn er echter ook meldingen gedaan van de soort aan de westkust van Noord-Amerika, in Tasmanië en Victoria (Australië), in Macaronesië, op de Kerguelen en op het eiland Gough. In de laatstgenoemde gevallen zou er echter ook sprake kunnen zijn van verwarring met een andere soort, zoals B. sipmanii. Voorheen kon het korstmos ook gevonden worden in Nederland.

### Nederland
Waddenknoopjeskorst werd voor het eerst in Nederland waargenomen in 1977. Toen werd reeds vastgesteld dat de soort maar zeer zelden voorkwam (minder dan zeventien uurhokken in Nederland). Het korstmos kwam onder andere voor in de duinen van Texel, op het duinzand aan de noordzijde van lage duintjes, en op Terschelling. In 1988 bevond de grootste vindplaats van Nederland zich in een floristisch rijk geaccidenteerd duingebied bij de Texelse Horsmeertjes. In 1999, elf jaar later, werd echter vastgesteld dat de soort hier vrijwel verdwenen was. In vergelijking met de situatie in 1988 waren de soortensamenstellingen van de vindplaatsen in 1999 vrijwel hetzelfde gebleven, maar waddenknoopjeskorst was desondanks drastisch afgenomen en vrijwel verdwenen; de soort was toen alleen nog steriel aanwezig. Een jaar later was de soort ook definitief verdwenen van Terschelling. Waar waddenknoopjeskorst op de Nederlandse Rode Lijst voor korstmossen van 1998 nog als 'gevoelig' genoteerd stond, staat de soort op de Rode Lijst van 2015 officieel genoteerd als 'verdwenen uit Nederland'.